# Nathan Patterson
Nathan Kenneth Patterson (født d. 16. oktober 2001) er en skotsk professionel fodboldspiller, som spiller for Premier League-klubben Everton og Skotlands landshold.

## Klubkarriere

### Rangers
Patterson begyndte sin karriere hos Rangers, hvis ungdomsakademi han kom igennem. Han fik professionel debut den 17. januar 2020.
Han blev i april 2021, sammen med 4 af sine holdkammerater, suspenderet for 6 kampe efter at de havde brudt coronavirusregler, ved at holde en privatfest. Patterson var i 2020-21 sæsonen med til at vinde Rangers' første mesterskab i 10 år.

### Everton
Patterson skiftede i januar 2022 til Everton.

## Landsholdskarriere

### Ungdomslandshold
Patterson har repræsenteret Skotland på flere ungdomsniveauer.

### Seniorlandshold
Patterson debuterede for Skotlands landshold den 6. juni 2021.
Patterson var del af Skotlands trup EM 2020.

## Titler
Rangers
- Scottish Premiership: 1 (2020–21)